# Protonotário Apostólico
Na Igreja Católica Romana, Protonotário Apostólico (em latim: protonotarius apostolicus) é o título para um membro do mais alto colégio não episcopal de prelados da Cúria Romana ou, fora de Roma, um prelado honorário a quem o papa conferiu este título e seus privilégios especiais. Um exemplo é o príncipe Jorge da Baviera (1880-1943), que em 1926 tornou-se Protonotário por decreto papal.

## História
Na antiguidade tardia, havia em Roma sete notários regionais que, com o desenvolvimento da administração papal e o aumento concomitante dos notários, permaneceram os notários supremos do palácio da chancelaria papal (notarii apostolici ou protonotarii). Na Idade Média, os protonotários eram funcionários papais muito altos e muitas vezes eram elevados diretamente deste cargo ao cardinalato. Originalmente em número de sete, o Papa Sisto V (1585-1590) aumentou seu número para doze. Sua importância diminuiu gradualmente e, na época da Revolução Francesa, o escritório tinha quase totalmente desaparecido. Em 8 de fevereiro de 1838, o Papa Gregório XVI restabeleceu o colégio de protonotarios reais com sete membros chamados protonotarii de numero participanteium, também conhecidos como protonotarios numerários, porque compartilhavam as receitas, como funcionários da Chancelaria Romana.
Desde o século XVI, os papas também nomearam protonotários honorários, que gozavam dos mesmos privilégios que os sete membros reais do colégio; e protonotários titulares, que ocupavam cargo correspondente na administração do ordinariato episcopal ou no capítulo colegiado. Pelo motu proprio Inter multiplices de 21 de fevereiro de 1905, o Papa Pio X definiu a posição dos protonotários, seus privilégios, vestimenta e insígnias dos membros das quatro classes:
- os protonotarii apostolici de numero participanteium, membros "dentro do número" do colégio dos prelados, que exerciam seu ofício em conexão com os atos de consistórios e canonizações, tinham um representante na Congregação da Propaganda e, segundo a reorganização do a Cúria pela Constituição "Sapienti consilio" de 29 de junho de 1908, assinou as bulas papais em vez das abreviaturas anteriores. Eles gozavam do uso de pontífices e de numerosos privilégios, e também, após examinar os candidatos, nomeavam anualmente um número fixo de doutores em teologia e em direito canônico;
- os protonotarii apostolici supranumerarii, uma dignidade à qual apenas os cânones das quatro basílicas patriarcais romanas maiores (Latrão, São Pedro, Santa Maria Maior, São Paulo Fora dos Muros) e dos capítulos catedrais fora de Roma aos quais o privilégio havia sido concedida, poderia ser levantada;
- os protonotarii apostolici ad instar (sc. participanteium), que foram nomeados pelo papa e tinham as mesmas insígnias externas dos protonotários reais;
- os protonotarii titulares seus honorarii, que se encontravam fora de Roma, e que recebiam esta dignidade dos núncios ou como privilégio especial.
- Os Professos Capelães Conventuais da 1ª Classe da Ordem Soberana de Malta, SMOM.

Brasão genérico de um protonotário apostólico

## Prática atual
Um exemplo de tempos mais recentes:
- Mons. Roger Morin, Chanceler da Arquidiocese de Ottawa, Vigário Episcopal para as Ordens Religiosas e Capelão de Rideau Hall, tornou-se Protonotário Apostólico durante a Missa de Ação de Graças em 22 de abril de 1987 (Catedral de Notre Dame - Ottawa ON Canada - Arcebispo Joseph Aurele Plourde, presidente).

Desde 1969 (após a emissão do Papa Paulo VI de dois motus proprios, Pontificalis Domus de 28 de março de 1968 e Pontificalia Insignia de 21 de junho de 1968), as quatro classes são reduzidas a duas:
- Protonotários apostólicos de numero — que continuam o trabalho do Colégio dos Protonotários e ainda têm certos deveres em relação aos documentos papais; eles podem ser endereçados formalmente como "Reverendíssimo Senhor ou Monsenhor (em italiano: Reverendissimo Signore, Monsignore)", e eles podem usar a mantelete, a batina roxa do coro e roquete para serviços litúrgicos, a batina preta com debrum vermelho e fáscia roxa em outras vezes, podendo acrescentar o ferraiuolo roxo e o barrete com tufo vermelho à batina preta para cerimônias formais de natureza não litúrgica (por exemplo, uma formatura).
- Protonotários apostólicos supranumerários—O título é concedido aos sacerdotes pelo papa, porém o título é puramente honorário e não pode estar vinculado a nenhum dever na Cúria.Se estiver, após a condecoração, lhe são retirados os deveres. Este é o tipo de protonotário encontrado fora de Roma, e é considerado o mais alto grau de monsenhor encontrado na maioria das dioceses. Os sacerdotes assim homenageados são tratados como "reverendo monsenhor", podem colocar as letras pós-nominais "PA" após seus nomes, podem usar a batina roxa do coro (com rochet) para serviços litúrgicos, a batina preta com debrum vermelho e faixa roxa em outros momentos, e pode adicionar o ferraiuolo roxo a isso para cerimônias não litúrgicas formais, mas não use nenhum dos outros apetrechos mencionados acima. Este título não será mais concedido pelo papa a partir de 2014, exceto no caso dos Ordinários dos três Ordinariatos Pessoais que não devem ser feitos bispos (por serem casados), mas todos os protonotários supranumerários existentes podem manter seus títulos.O nome da toutinegra protonotária deriva da suposta semelhança entre sua plumagem e as vestes douradas usadas pelos protonotários.[3]